# Max Richards

Max Richards

Max Richards (19. Oktober 1859 in Leipzig – Februar 1932) war ein deutscher Theaterschauspieler, Opernsänger (Tenor), Theaterregisseur und -intendant.

## Leben
Richards, Sohn eine Bankbeamten, entschloss sich, nachdem er im Theaterverein Thalia wiederholt erfolgreich aufgetreten war, die Bühnenlaufbahn zu ergreifen.
Er nahm Unterricht bei Opernsänger Friedrich Rebling und betrat 1879 am Leipziger Stadttheater zum ersten Mal die Bühne, wo er auch Engagement fand. Zuerst wirkte er als Schauspieler, und zwar als jugendlicher Held und Liebhaber. „Melchthal“, „Mortimer“ und der „Romeo“ gehörten zu seinen beliebten Darstellungen. Später ging er zur Oper über und war als Tenorbuffo tätig, so als „Veit“, „Iwanoff“ etc. Auch in der Operette erzielte er Erfolge (Der Bettelstudent).
Nachdem Richards an mehreren großen Stadttheatern als Darsteller und Sänger gewirkt hatte, übernahm er selbst die Führung einer Bühne und leitete u. a. von 1890 bis 1897 das Stadttheater in Posen. Im letztgenannten Jahre übernahm er die Direktion des Stadttheaters in Halle, dort verblieb er bis 1915. Richards besaß den Titel eines Geheimen Hofrats.

## Ehrungen
In Halle ist die Max-Richards-Straße nach ihm benannt.